# 伊万·克维特卡
伊万·伊万诺维奇·克维特卡（羅馬化：Ivan Ivanovich Kvitka；1967年5月4日—）是俄罗斯政治人物，国家杜马代表。
2000 年，科维特卡获得哲学副博士学位。1992年至1997年，他担任秋明国立世界经济、管理和法律学院负责总务的副院长。2001年至2007年，他担任秋明州杜马第三届和第四届代表。2007年，他当选第五届国家杜马代表。2011年、2016年、2021年连续当选第六届、第七届、第八届国家杜马议员。

## 制裁
克维特卡于2022年因俄乌战争而受到英国政府制裁。